# Beffroi de Arras
El beffroi de Arras (en francés: beffroi d'Arras) es un beffroi (campanario civil municipal) de la comuna de Arras, en el departamento francés de Pas-de-Calais. Al igual que el ayuntamiento al que está adosado, es un monumento histórico.
El beffroi se inició durante el siglo XV y se completó en 1554 según los planos de Jacques le Caron. Construido en el estilo gótico flamígero, el beffroi fue destruido y después reconstruido en dos ocasiones de manera idéntica: la primera vez en 1833, porque amenazaba con colapsar, y, la segunda en 1914, después de los bombardeos alemanes durante la Primera Guerra Mundial.
Mientras en la Edad Media el beffroi tenía funciones militares —la campana sonaba al abrirse y cerrarse las puertas de la ciudad— y el edificio sirvió como prisión, ahora es parte del patrimonio de Arras. El beffroi está clasificado como monumento histórico por la lista de 1840. y también inscrito a título individual como patrimonio de la humanidad de la Unesco en el conjunto de Beffrois de Bélgica y de Francia desde 2005 (n.º ref. ID 943-045).

## Localización
El beffroi de Arras o se encuentra en la rue Jacques-Le-Caron, en Arras. En el plano catastral, se encuentra en la sección AB sobre la parcela 179.
Está adosado a la fachada posterior del ayuntamiento.

## Historia

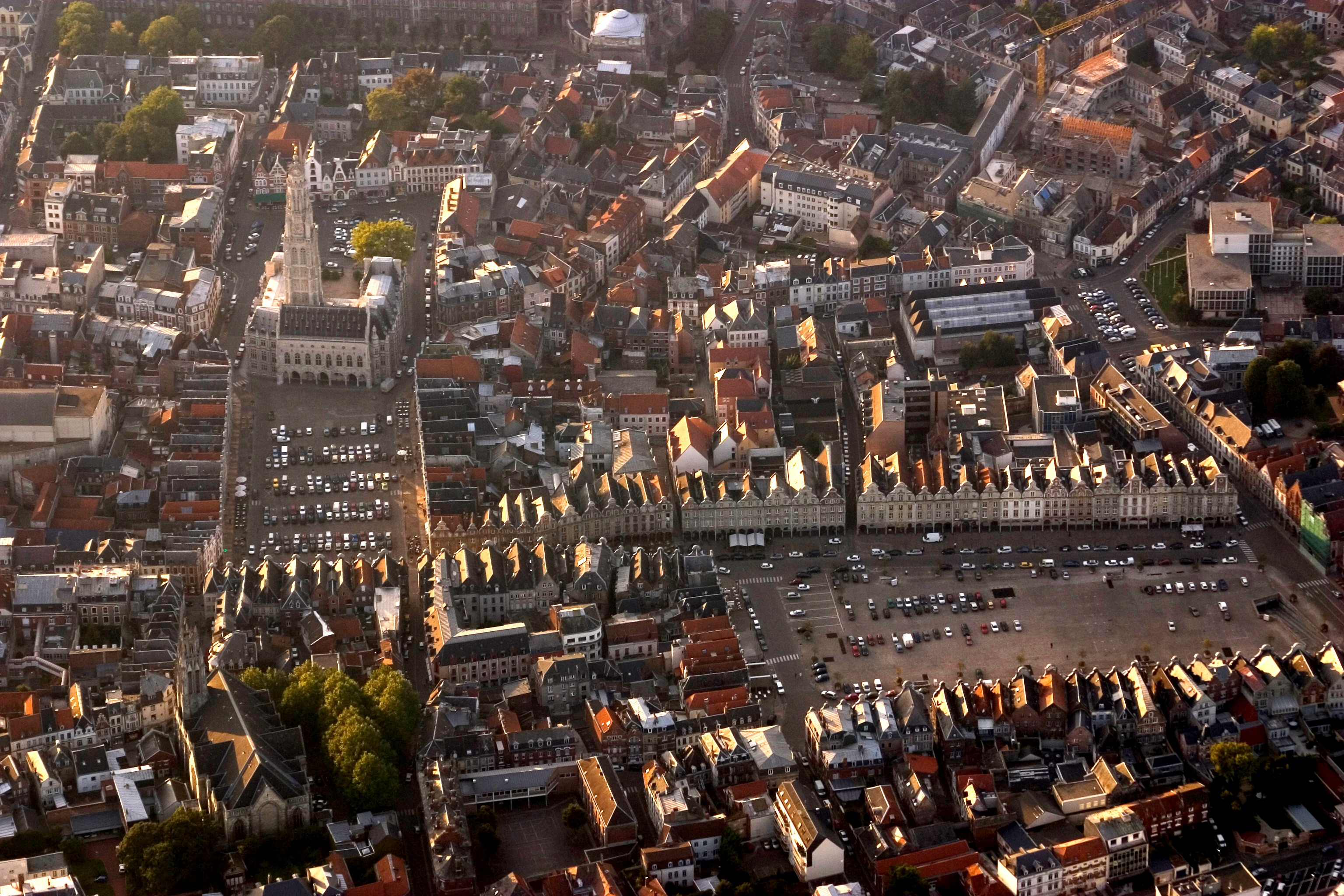
Vista aérea del centro de la ciudad, donde se ve la plaza de los Héroes (con el beffroi) y a la derecha la Gran Plaza

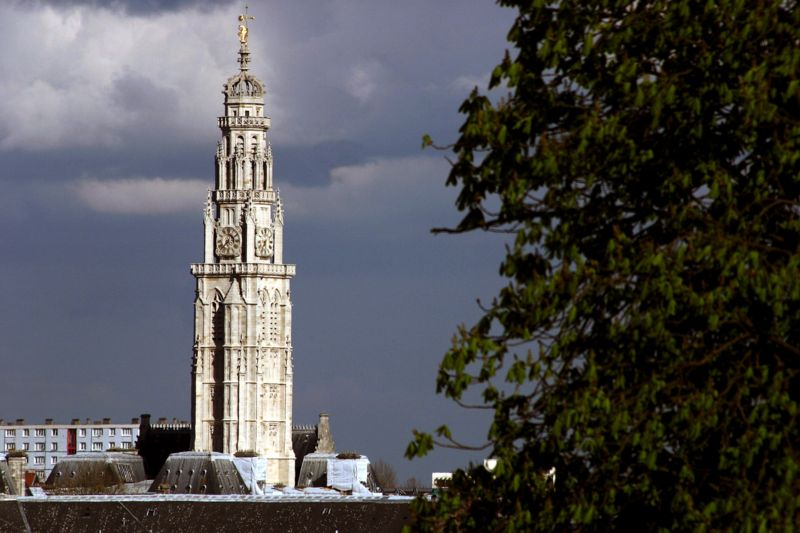
Vista lejana del beffroi

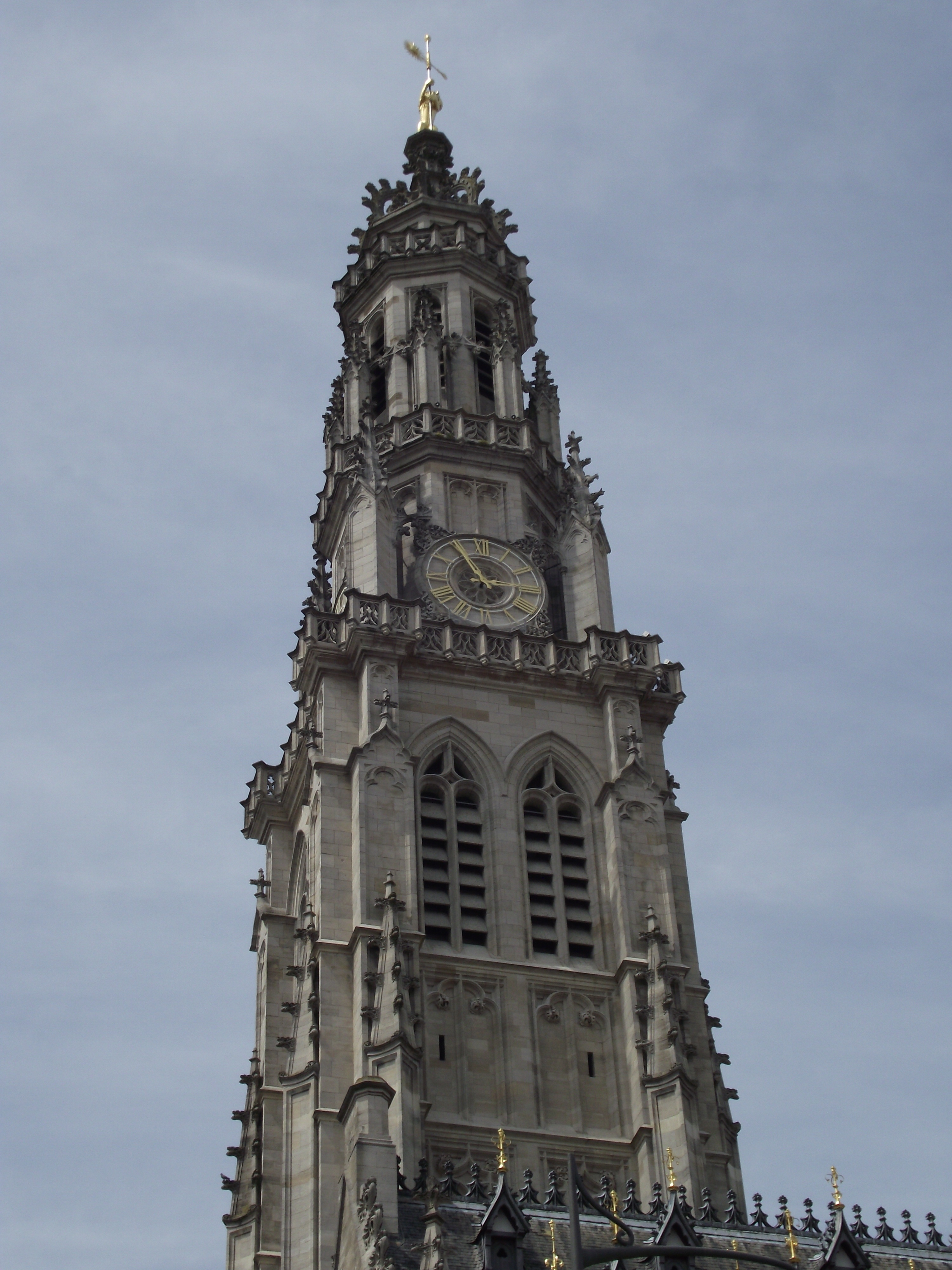
Vista en escorzo del beffroi

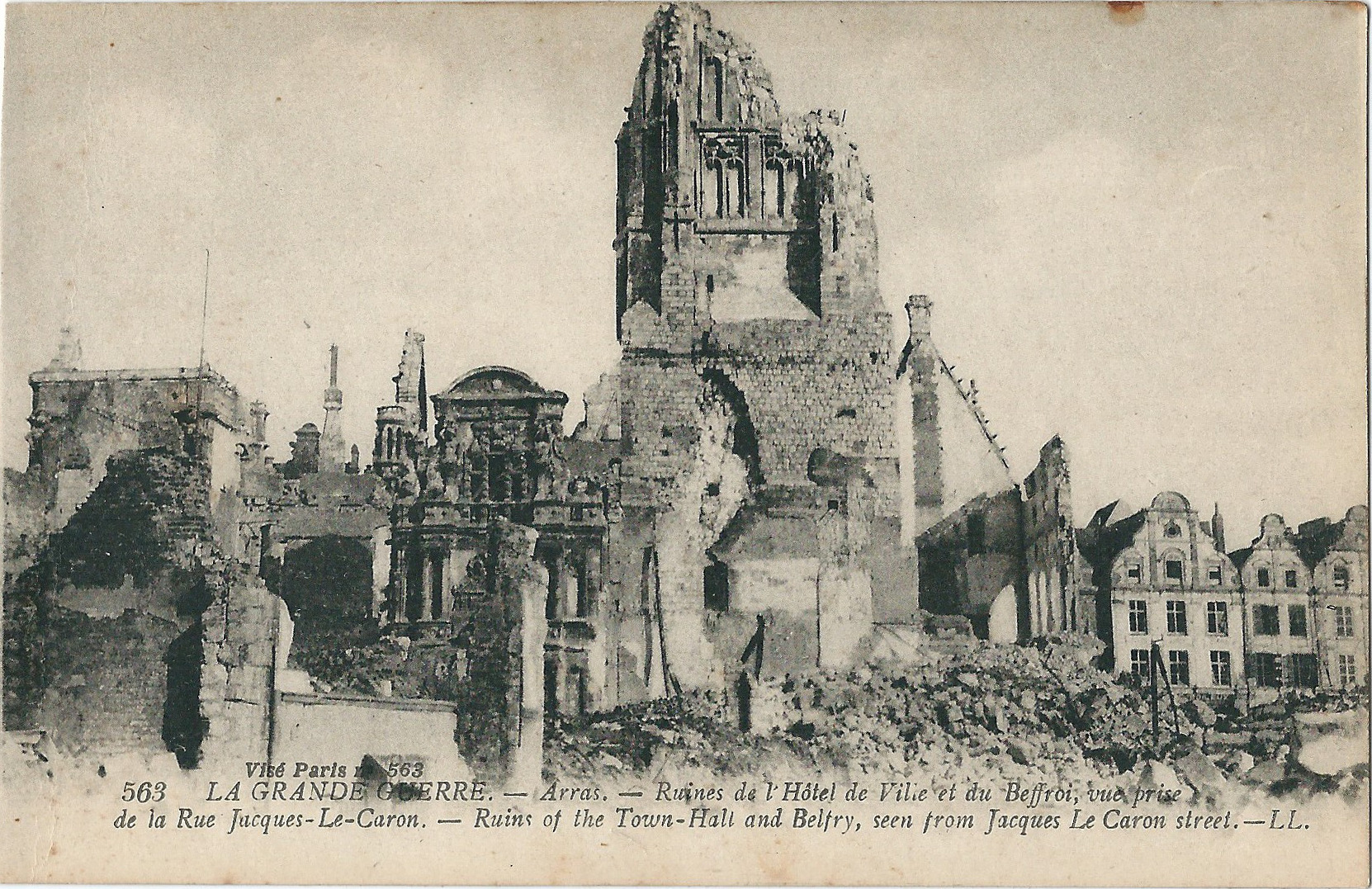
Postal de Arras devastada por los bombardeos de la Primera Guerra Mundial (en 1914 y 1915), 11 de noviembre de 1918

Un documento de 1463 relata que el beffroi fue construido en el emplazamiento de la sala de los cueros; cerca de la ubicación de los mostradores de la corporación de los carniceros. Ese año, la construcción del beffroi ya había comenzado. Encarnaba la influencia y el poder de la ciudad. El edificio está construido sobre una gran base cuadrada en estilo gótico, por encima de la cual se organizan varios niveles octogonales dispuestos en quincunce, con el fin de dar ímpetu al edificio.[cita requerida] La construcción se realiza día a día; la ciudad no tenía crédito y no contaba con dispensas. Aborda la construcción del beffroi con los obreros que se puede pagar, ya sea con los ingresos de la ciudad o mediante la venta del material que les pertenecen. En 1499, la bancloque (cloque à bans, campana civil de llamada) se colocó en la parte superior del edificio, para la llegada de Philippe I el Hermoso (también conocido como Felipe de Austria) para hacer sonar la allégresse. En 1501, los burgueses de échevinagese —tribunal de primera instancia compuesto simultáneamente por jueces profesionales (magistrados) y jueces no profesionales— se reunieron para financiar la construcción del beffroi. Al mismo tiempo, dado que el antiguo ayuntamiento ya era viejo y se caía, se decidió construir uno nuevo al mismo tiempo, junto al beffroi.
Para pagar a los obreros, vendieron sus casas, luego los ingresos de los derechos de señorío, de burguesía y de timbres. En 1513, la ampliación del Ayuntamiento ocasionó el desplazamiento de la entrada del beffroi. Esta se encuentra en el primer piso. La campana sonaba para permitir la apertura y cierre de las puertas de la villa.
Cuando la construcción estaba en la tercera galería Jacques Le Caron, un maestro albañil llegado de Marchiennes, propuso completar el edificio con un octógono de doce pies de altura y sobre la cumbrera, una corona rematada por un león con las armas de la ciudad. El alcalde hizo examinar sus estimaciones por otros doce maestros albañiles que en su informe señalaron 5 de junio de 1551, «que les parece en su conciencia que esta obra será bueno y suficiente para continuar y completar la dicha obra y acabar el dicho Beffroy.» El beffroi se completó en 1554. Representa la culminación del estilo flamígero en los beffrois, en el mismo título de los beffrois de Oudenaarde y Bruselas.[cita requerida]
En 1791, en plena Revolución francesa, la corona de la parte superior fue recubierta con una lámina de plomo para evitar que los revolucionarios la quitaran. En 1833, el beffroi fue demolido por encima de los tornavoces de la parte inferior. De hecho, el edificio estaba abandonado y falto de reparaciones. Las balas de cañón durante el asedio de Arras de 1640 habían degradado sus piedras. La reconstrucción comenzó el 1 de mayo de 1839. La primera piedra fue bendecida por monseñor de la Tour d'Auvergne y fue colocada por Maurice Colin, el alcalde de Arras. Este último también puso la última piedra el 18 de junio del año siguiente. Una inscripción en la sala de centinelas recuerda esta colocación: «Dernière pierre du Beffroy, posée par M. Maurice Colin, maire d'Arras, le 18 juin 1840.» [Última piedra del Beffroy, colocada por M. Maurice Colin alcalde de Arras, el 18 de junio de 1840] En 1868, el beffroi obtuvo un reloj, adquirido por la ciudad de Arras. Otras reparaciones de la parte superior tuvieron lugar en 1872 y 1873. En ese momento, el beffroi de Arras tenía una altura de 75,36 m entre los pavimentos y la parte superior de la veleta; se describía como la torre más alta del norte de Francia. Hasta 1909, se pusieron en marcha algunas obras de restauración.
Durante la Primera Guerra Mundial, el beffroi fue destruido el 21 de octubre de 1914 por la artillería alemana, después de 69 disparos de obus. Durante la reconstrucción, el beffroi fue construido nuevamente por los arrageois de forma idéntica aunque con una estructura interna de hormigón armado, por razones de costo, diseñada por el arquitecto en jefe de los monumentos históricos Pierre Paquet al mismo tiempo que el ayuntamiento de Arras, que fue reconstruido en el estilo arquitectónico de los siglos XIV-XV para la fachada plaza de los Héroes, en el estilo clásico salido de las obras precedentes a la visita de Luis XIV para la fachada de la plaza de la Vacquerie, eliminando así las transformaciones aportadas en el siglo XIX al edificio.[cita requerida]
El lion d'or que lo domina, instalado en tiempos de Louis XIV (de ahí el sol en la mano del león), de dos metros de altura, es la réplica del original (expuesta en el Museo de Bellas Artes de Arras) que había sufrido los bombardeos durante la Primera Guerra Mundial.[cita requerida]
En 1930, se colocó un nuevo carillón. A principios de 1930, el pintor Charles Constantin Joseph Hoffbauer instaló sobre los muros de la gran sala de honor (1.ª planta) un gran fresco (pintado sobre tela encolada de 50 m de largo, terminado en 1932, presentando escenas de la vida de los arrageois en el siglo XVI en un estilo inspirado en las tablas antiguas incluidas las de Brueghel).[cita requerida]
Desde marzo de 1999, se emprendió un programa de restauración de los paramentos de piedra y de la estructura de hormigón armado; luego en 2005, el beffroi se sometió a trabajos de limpieza.

## Arquitectura

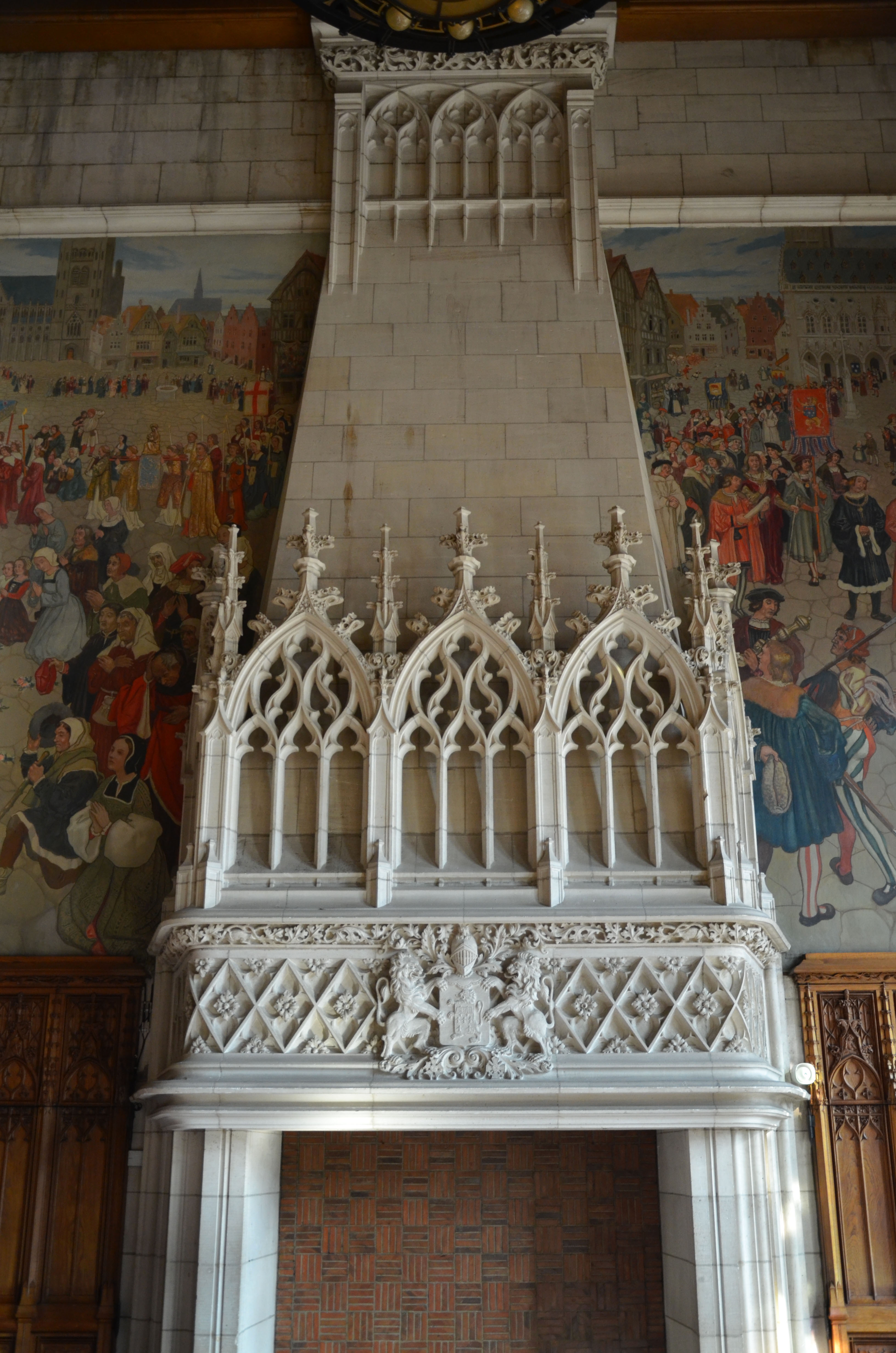
Chimenea de piedra blanca del Gran Salón de Honor del Ayuntamiento, contigua al beffroi, reconstruida después de la Primera Guerra Mundial

Con sus 75 m, que dominan el paisaje Arras, la torre s visible a varios kilómetros de distancia: todavía es el edificio más alto de la ciudad de Arras.
El beffroi de Arras es una torre octogonal con una base cuadrada.

### Exterior
El beffroi es de estilo gótico flamígero. No incluye garitas.

### Campanas
El beffroi tenía cuatro campanas principales en 1877. En total, durante la presentación del beffroi como candidatura al patrimonio mundial, contaba con 40 campanas y un carillón eléctrico.

## Patrimonio y cultura

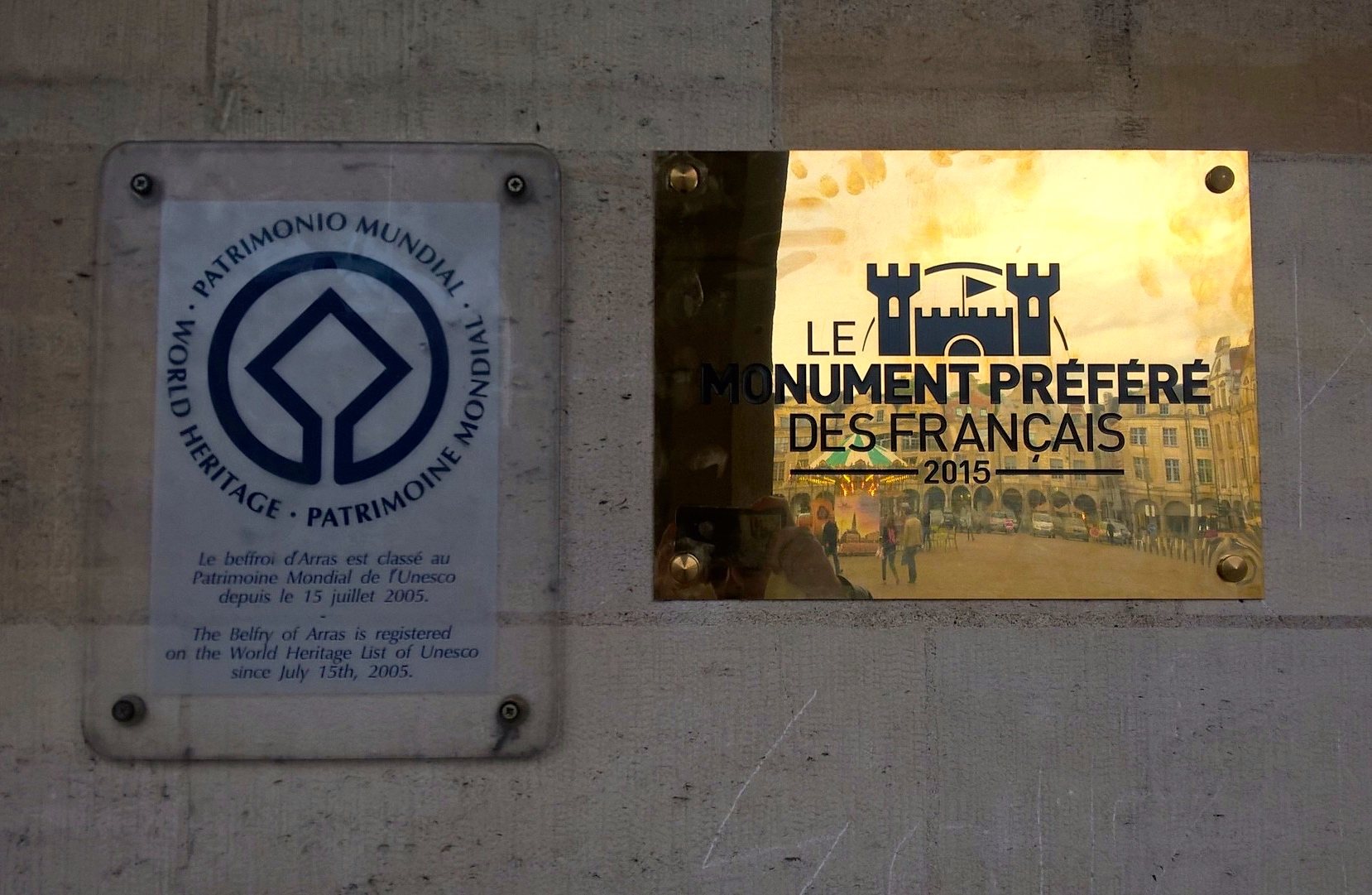
Inscrito en el patrimonio de la humanidad de la Unesco y monument préféré de los franceses.

En la Edad Media, las celdas de prisión estaban ubicadas en la antigua residencia del chatelain.
El beffroi está abierto al público todo el año en los horarios de la oficina de turismo. Se puede acceder al nivel debajo del reloj, usando un ascensor y luego cuarenta escalones.[cita requerida] El beffroi fue visitado por 8294 personas en 2001, 25 747 en 2002 y 29 592 en 2003.
El edificio fue clasificado como monumento histórico en la primera  lista de 1840. creada por Prosper Mérimée. Desde 2005, también ha sido inscrito a título individual como patrimonio de la humanidad de la Unesco en el conjunto de Beffrois de Bélgica y de Francia (n.º ref. ID 943-045), con otros 55 campanarios de Bélgica y de Francia. En 2015, se convirtió en el «monument préféré des Français», después de la emisión del programa de televisión francés del mismo nombre, presentado por Stéphane Bern y transmitido por France 2.
Durante la primera semana de septiembre se celebra cada año en el beffroi un espectáculo pirotécnico, la iluminación del beffroi, en el que una voz en off cuenta la historia de la ciudad de Arras, y en cada uno se muestra una escenografía y temática diferentes según la actualidad de la ciudad. San Nicolás desciende en rappel durante las vacaciones de fin de año. Hay un concierto de carillón el primer sábado de cada mes.
El beffroi y su clasificación se evocan (irónicamente) en la película Pas son genre. Una escena tiene lugar en él en la película La Liste de mes envies.[cita requerida]